# Juan Valera y Alcalá-Galiano

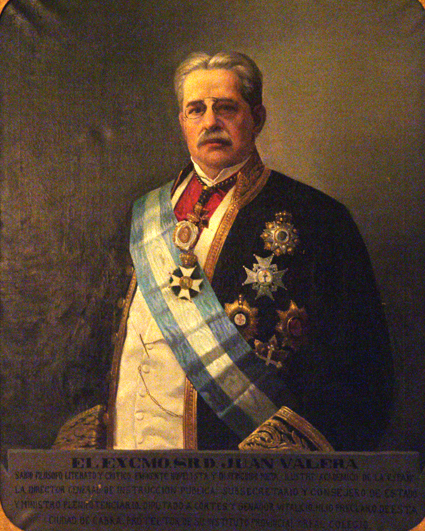
Juan Valera y Alcalá-Galiano.

Juan Valera y Alcalá-Galiano, född den 18 oktober 1824 i Cabra, Córdoba, död den 18 april 1905 i Madrid, var en spansk politiker och skriftställare, dotterson till Dionisio Alcalá Galiano, systerson till Antonio Alcalá Galiano.
Valera ägnade sig först åt den juridiska banan, sedermera åt den diplomatiska. Som diplomat hade han tillfälle att besöka åtskilliga huvudstäder i Europa och Amerika, bland annat som spansk minister i Lissabon, Washington, D.C. och Wien, varunder han förvärvade sig en för spanjorer mindre vanlig kosmopolitisk bildning. Han var för övrigt deputerad, senator, understatssekreterare med mera. Hans politiska bana var dock av mindre betydelse än hans litterära, i det att han med stor framgång ägnade sig åt lyrik, novellistik och litterär kritik och intar en framstående rangplats i den spanska litteraturen under senare hälften av 1800-talet. Redan 1862 blev han medlem av Spanska akademien. 
År 1858 utgav han ett band dikter, Canciones, romances y poemas, formfulländade, men väl lärda, och 1874 sin första och på samma gång bästa roman, Pepita Jiménez (svensk översättning av Mauritz Boheman 1894), en fin och originell psykologisk studie. Bland hans övriga romaner kan nämnas Los ilusiones del doctor Faustino (1875), El comendador Mendoza (1877), Doña Luz (1879), Juanita la Larga (1896) med flera. I dessa prosaberättelser står Valera högst: språket är klassiskt, utan överdrivet arkaiserande, stilen ursprungligt personlig med en lätt krydda av älskvärd ironi, och i framställningen bryter sig den fint bildade världsmannens skepticism mot nationell mysticism och naivitet. 
Som kritiker skrev Valera en mängd artiklar och broschyrer, utmärkta av lärdom, elegans och spiritualitet, men något ytliga och vacklande. Bland broschyrerna kan nämnas Estudios críticos (1864), Disertaciones y juicios literarios (1878), Apuntes sobre el nuevo arte de escribir novelas (1887) och Cartas americanas (1889–1890). Han försökte sig även som historiker, i det att han (1887–1891) ånyo utgav och fortsatte Lafuentes bekanta Historia general de España. En fullständig upplaga av Valeras arbeten utgavs i Madrid 1906–1917 i 46 band.